# Famille Ferron
Pour les articles homonymes, voir Ferron.
La famille Ferron est une famille noble française originaire de Bretagne. Elle a donné plusieurs branches. La branche de la Ferronnays est éteinte depuis 1946. Les branches Ferron du Chesne et Ferron de La Vairie sont subsistantes.

## Personnalités
- Pierre Ferron de La Ferronnays (1699-1753), maréchal de camp
- Pierre Jacques Ferron de La Ferronnays (1724-1786), maréchal de camp, mestre de camp du régiment de La Ferronnays dragons, gouverneur de Dole.
- François-Auguste Ferron de La Ferronnays (1727-1784), lieutenant-général
- Eugène Ferron de La Ferronnays (1743-1802), maréchal de camp
- Jules-Basile Ferron de La Ferronnays (†1799), évêque de Bayonne de 1774 à 1783 puis évêque de Lisieux.
- Étienne-Louis Ferron de La Ferronnays (1731-1796), maréchal de camp, commandant en second à Saint-Domingue. Propriétaire esclavagiste d'une « habitation » dans la Plaine de Cul-de-Sac, il s'exile dès 1789 en Suisse afin de fuir la Révolution[1]. Son histoire est reprise dans l'ouvrage de Paul Cheney, Cul de sac. Une plantation à Saint-Domingue au XVIIIe siècle publié en 2022 chez Fayard.
- Paul Ferron, baron de La Ferronnays (1740-1817) : Fils de Pierre Jacques Louis Auguste, mestre de camp de cavalerie, et de Françoise Leclerc des Émereaux, il naquit à Angers le 25 septembre 1740. D’abord garde-marine, il entra le 10 août 1761 dans le régiment de Royal-Cravattes en qualité de cornette. Capitaine en 1765, il devint, le 21 mai 1771, colonel de la Légion royale puis mestre de camp attaché au régiment de Mestre de camp général-dragons. Brigadier en 1784, il devint maréchal de camp en 1788. Émigré en 1791, il fit la campagne de 1792 avec l’armée des Princes et passa en Angleterre en 1794. Rentré en France en 1814, il fut fait lieutenant général honoraire et mourut à Montpellier le 6 février 1817.
- Pierre Ferron de La Ferronnays (1757-1838), maréchal de camp
- Pierre-Louis-Auguste Ferron, comte de La Ferronnays (1777-1842), Lieutenant-général, ambassadeur, pair de France, ministre des Affaires étrangères du 4 janvier 1828 au 24 avril 1829.
- Charles Ferron de La Ferronnays (1805-1863), député du Gers ;
- Pauline de La Ferronnays (1808-1891) : Fille du précédent, par son mariage Mrs Augustus Craven, romancière.
- Henri Ferron, marquis de La Ferronnays (1842-1907) : Né à Paris le 15 septembre 1842, il fut député (Union des Droites) de Loire-Inférieure de 1885 à sa mort. Il fut également maire de Saint-Mars-la-Jaille et président du conseil général de Loire-Inférieure. Mort Saint-Mars-la-Jaille le 25 septembre 1907).
- Henri Ferron, marquis de La Ferronnays (1876-1946) : Fils du précédent. Né à Berne (Suisse) le 8 avril 1876. Diplomate puis député de 1907 à 1942 et président du conseil général de Loire-Inférieure. Il épousa en 1906 Françoise de Kerjégu (1885-1958), fille de James de Kerjégu (1846-1909), député du Finistère de 1889 à 1908, président du conseil général à partir de 1895. Mort à Saint-Mars-la-Jaille le 29 mars 1946.

## Portraits

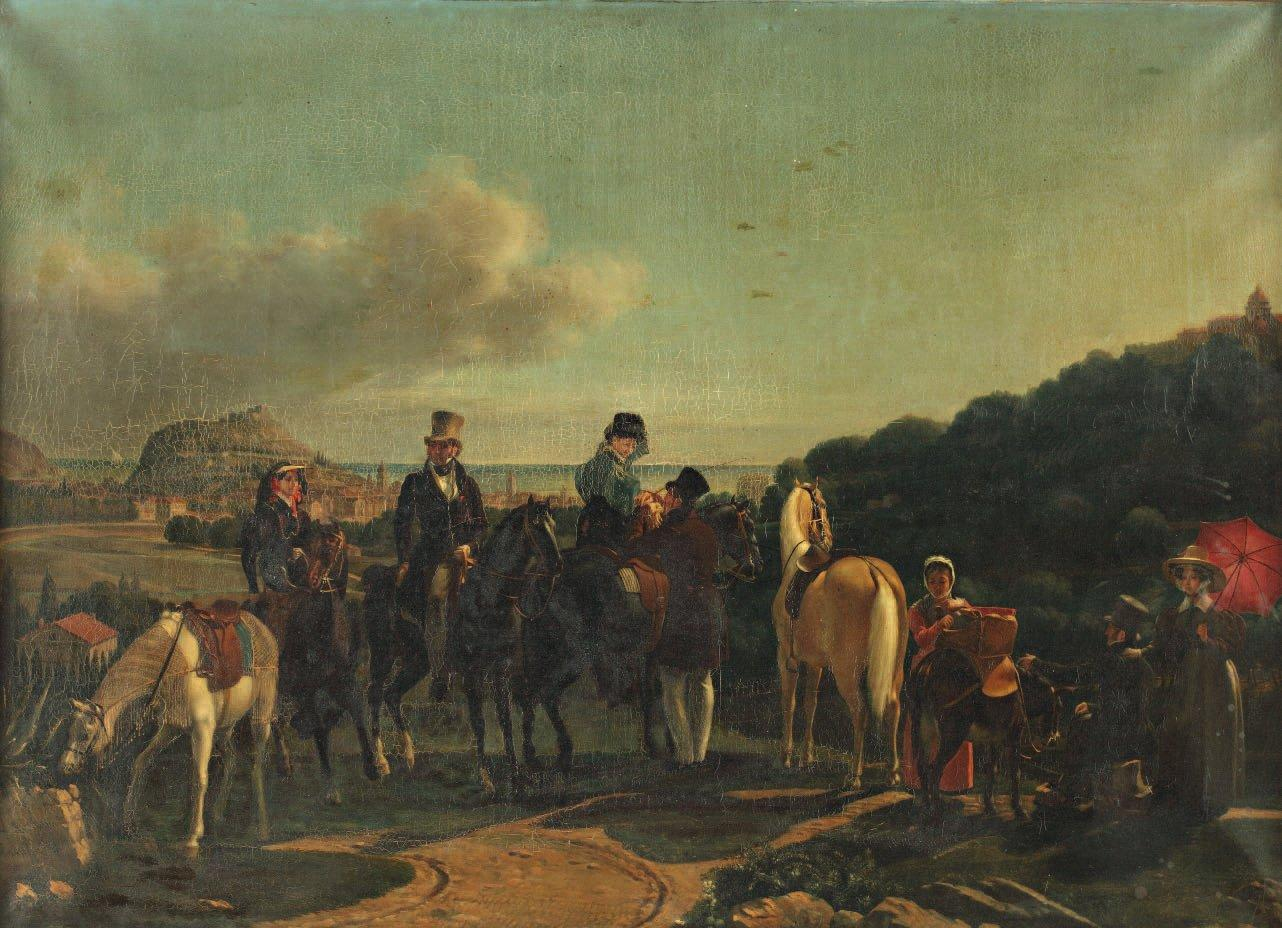
La famille du comte de la Ferronnays aux environs de Nice.
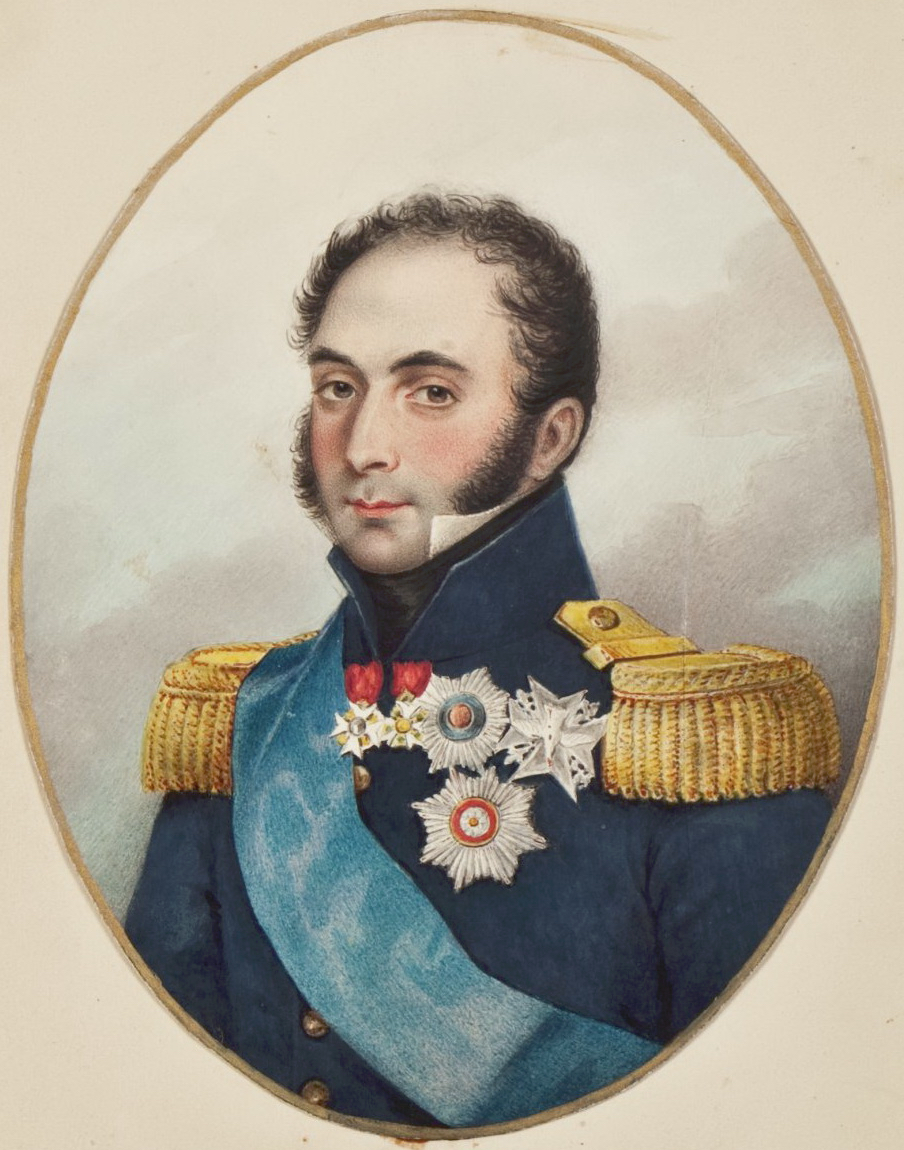
Auguste Ferron de La Ferronnays (1777-1842)
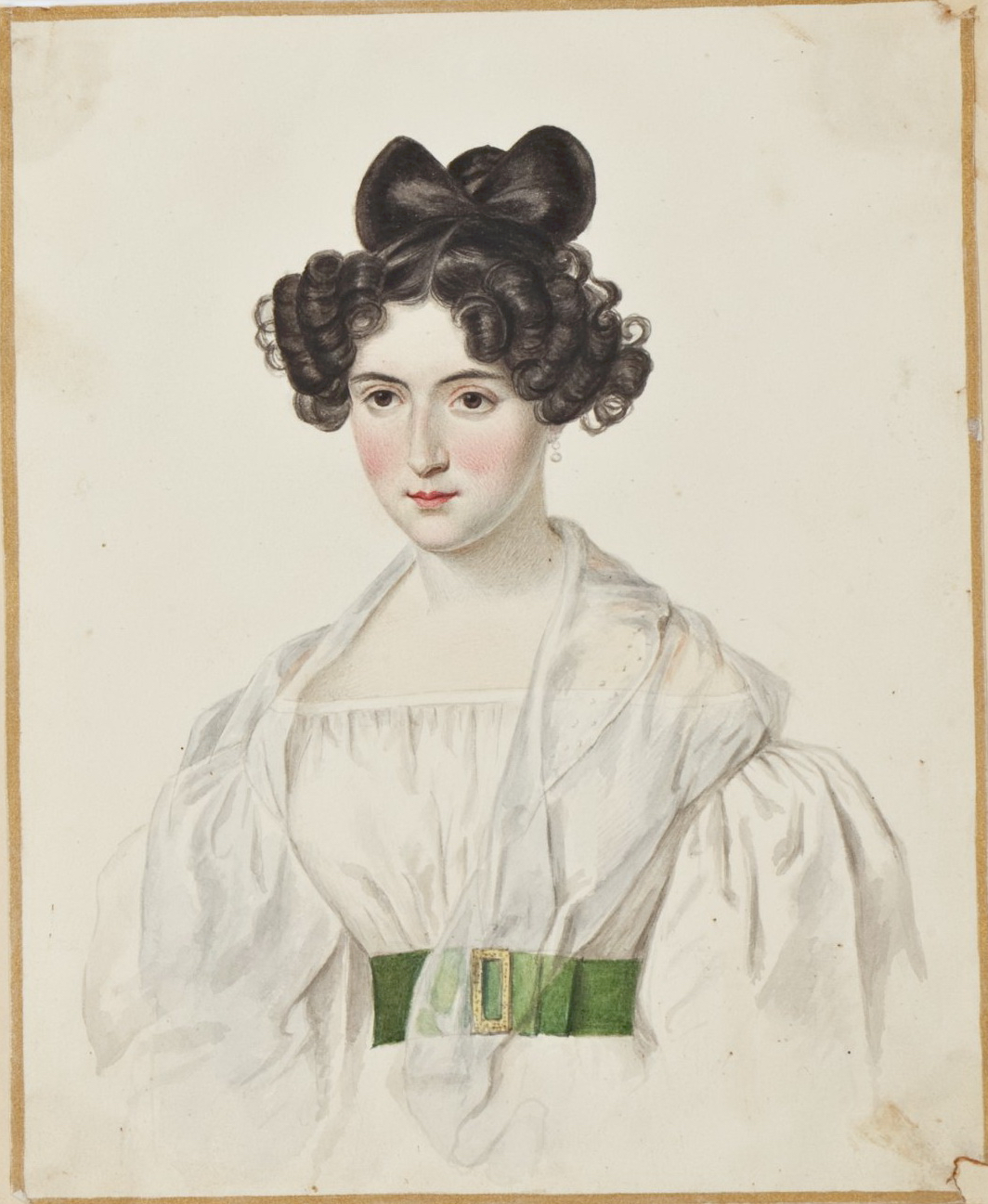
Pauline de La Ferronnays (1808-1891)
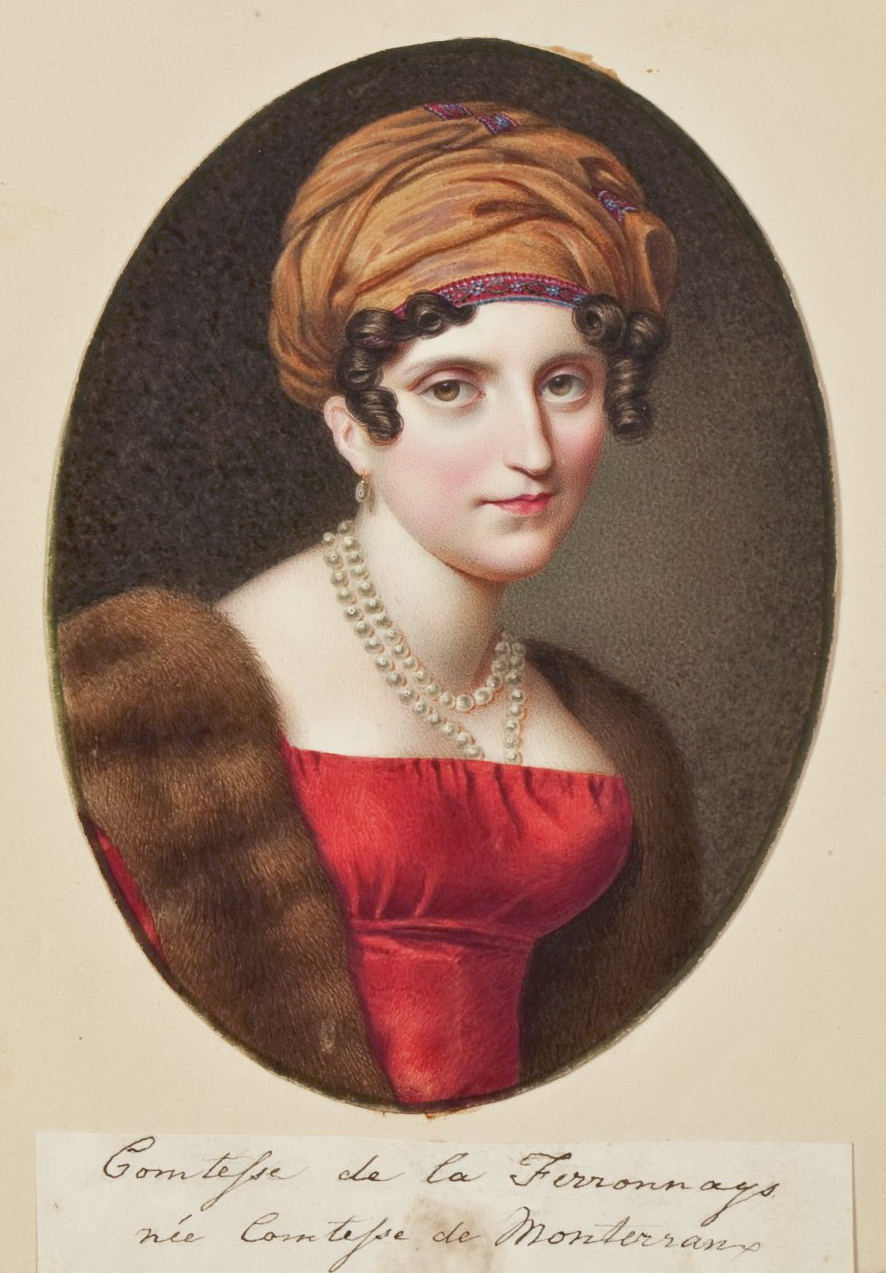
Comtesse de La Ferronnays.
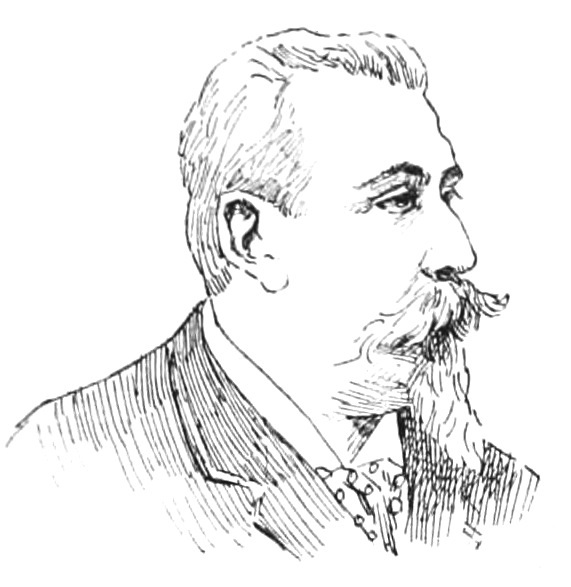
Henri Marie Auguste Ferron de la Ferronnays (1842-1907)
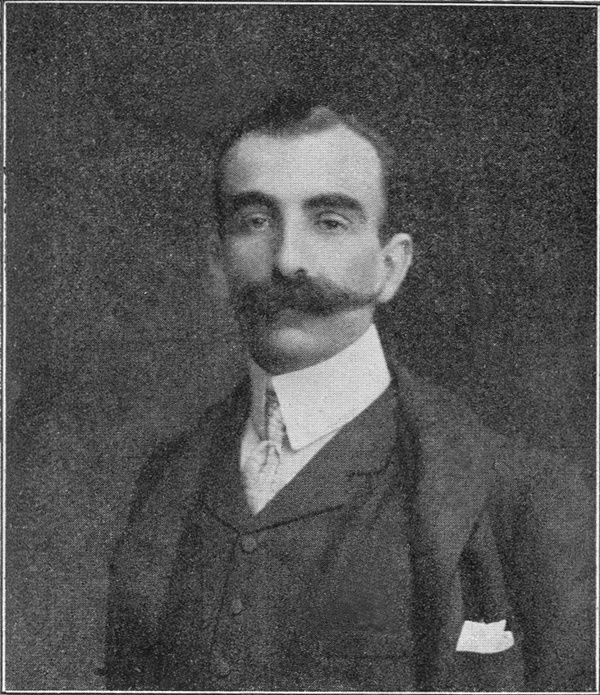
Henri de La Ferronnays (1876-1946)

## Alliances
Les principales alliances de la famille Ferron sont : du Breil de Rays, de Saint-Pern, de Gouyon, de Champflour, de Fournier de Bellevue, du Bouchet, Craven (en), Alopeus, de Mun, Gibert, Lagrange, Guigues de Moreton de Chabrillan, de Dreux-Brézé, de Rougé, de Lapanouse, de Pérusse des Cars, de Gontaut-Biron, Monjaret de Kerjégu, de Cossé-Brissac.

## Armes
La famille Ferron porte : D'azur à six billettes d'argent ; au chef de gueules chargé de trois annelets d'argent, alias d'or.,

## Pour approfondir